# Ontvoering van Valérie Albada Jelgersma
Bij de ontvoering van Valérie Albada Jelgersma in februari 1987 werd een 10-jarige dochter van een Nederlandse ondernemer 'per ongeluk' ontvoerd vanuit haar ouderlijk huis in Laren.
De vader van Valérie (1976), Eric Albada Jelgersma, was het eigenlijke doelwit, maar zijn dochter deed de deur open. Destijds was haar vader directeur-eigenaar van Unigro, dat later is opgegaan in Laurus.
Er werd losgeld gevraagd voor haar vrijlating. Het ging om een bedrag van 5 miljoen Duitse marken, dat betaald diende te worden binnen zeer korte tijd. De ontvoerders stonden in telefonisch contact met de politie, en door de gesprekken te rekken wist de recherche het spoor te traceren naar Breda; daar stonden twee man in een telefooncel, waarop ze werden gevolgd. Uiteindelijk werd Valérie op 22 februari 1987 uit een huis in Etten-Leur bevrijd, waar ze op een afgesloten zolderkamer met een touw op een bed bleek vastgebonden.
De daders, afkomstig uit Zevenbergen en Etten-Leur werden veroordeeld tot negen jaar detentie.
Na afloop kwam de ontvoering pas in de publiciteit en werd breed uitgemeten in de nationale en internationale media.

## Vergelijkbare zaken
- 1981 – Ursula Herrmann
- 1982 – Toos van der Valk
- 2005 – Claudia Melchers